# Luriecq
Luriecq este o comună în departamentul Loire din sud-estul Franței. În 2009 avea o populație de 1.111 de locuitori.

## Evoluția populației
| An        | 1975 | 1982 | 1990 | 1999 | 2006 | 2009  |
| --------- | ---- | ---- | ---- | ---- | ---- | ----- |
| Populație | 544  | 608  | 625  | 766  | 917  | 1.111 |